# 第36海兵航空兵站支援隊
第36海兵航空兵站支援隊（だい36 かいへい こうくうへいたんしえんたい、英語: Marine Aviation Logistics Squadron 36, MALS-36）は、アメリカ海兵隊の航空兵站支援部隊である。「ブレードランナー」の愛称を持つこの支援隊は、現在、沖縄県普天間海兵隊航空基地に駐屯し、第36海兵航空群（MAG-36）と第1海兵航空団（1st MAW）の指揮を受けている。

## 任務
航空兵站支援に関する指導要領を示し、群長に代わって海兵航空群（MAG）の隷下部隊に対し所要の指示を行うとともに、海兵隊航空団支援飛行隊（MWSS）、海兵航空管制隊（MWCS）および海兵航空団／モバイル・キャリブレーション施設（MAW/MCC）の支援に関し、海軍の資金提供を受けた兵站支援を行う。
上記の任務を達成するため、以下の4つの施策を行っている。
- 全ての被支援部隊の航空機および航空器材の中間レベル整備を行うとともに、認可された場合には、特定のエンジンの限定的な修理を行う。
- 全ての被支援部隊に対し、航空機および海軍の資金提供を受けた器材に関する航空補給支援を行う。
- 海兵航空団の各部隊に対し、第5種補給品（弾薬）に関する兵站支援を行う。この支援には、第5種補給品である弾薬の取得、取扱、組立、輸送および在庫報告が含まれる。また、機動展開飛行場における飛行場弾薬補給点に関する計画および運用を行う。
- 運用および整備、海軍の（臨時付加任務を除く）資金提供、航空補給ならびに航空機の管理に関する全ての方針および処置に関し、解釈、実行、監査、調査を行うとともに、海兵航空群司令官が行う監督を援助する。

## 歴史

### 初期
支援隊は、1952年6月にカリフォルニア州タスティン海兵隊航空基地において、第36司令部付隊として創隊され、太平洋航空艦隊海兵部隊第36海兵航空群に配属された。1954年2月15日、第36司令部および整備支援隊に部隊名が変更された。

### ベトナム戦争
1965年8月、ベトナム共和国のチュライに展開し第1海兵航空団の指揮下に入った。
1965年9月から1969年11月の間、ベトナム戦争に参加しチュライ基盤地域およびフバイ戦闘基盤を支援基盤として作戦を遂行した。
1969年11月に沖縄県普天間海兵隊航空基地に基盤を移した。

### ベトナム戦争後および90年代
1988年10月1日、第36海兵航空兵站支援隊に名称が変更された。
1991年のフィリピンでのファイアリ・ビジル作戦、1992年12月から1993年5月までのソマリアでのレストア・ホープ作戦、1999年9月から11月および2000年1月の東ティモールでのスタビライズ作戦にそれぞれ参加した。

### 対テロ世界戦争
2007年1月、MALS-36は、その派遣隊をHMM-262に配属させ、イラクに展開してイラクの自由作戦を支援した。

### 地域社会への貢献
MALS-36の海兵隊員および海軍兵員たちは、例年、数多くの地域活動に参加している。沖縄の老人ホームの清掃から、海岸のごみ拾いに至るまで、さまざまな活動を実施している。参加者の大部分は若い海兵隊員と海軍兵員であり、自らの余暇を割いて活動を行い、地域社会の改善と日本との強固な関係の構築に貢献している。

## 注記
1. ↑  http://www.1stmaw.marines.mil/Subordinate-Units/Marine-Aircraft-Group-36/MALS-36/
2. 1 2 3  http://www.1stmaw.marines.mil/Subordinate-Units/Marine-Aircraft-Group-36/MALS-36/About/